# ابراهیم برخورداری
ابراهیم برخورداری (متولد ۲۳ شهریور ۱۳۶۱ در قزوین) و عضو تیم ملی تیراندازی ایران در رشته تپانچه بادی است.

## المپیک تابستانی ۲۰۱۲
وی اولین و تنها نماینده مرد ایران در مسابقات المپیک تابستانی ۲۰۱۲ لندن بود  که در رشته تپانچه بادی ده متر در رده سی و سوم و در تپانچه بادی ۵۰ متر در رده بیست و هفتم ایستاد و از مسابقات حذف شد.

## دستاورد ها
- ابراهیم برخورداری در مسابقات آزاد تیراندازی تفنگ و تپانچه با مجموع امتیاز ۵۵۹ موفق به کسب مقام اول شد. [۶]
- ابراهیم برخورداری در بخش تپانچه بادی انفرادی لیگ برتر تیراندازی ایران به مقام دومی دست یافت. [۷]